# クレバーボット
クレバーボット（Cleverbot）は、人間と会話するために人工知能型のアルゴリズムを使用したウェブアプリケーションである。

## 概要
人工知能研究を専門とする科学者で、クレバーボットに似たおしゃべりボットJabberwackyを開発したロロ・カーペンターにより1988年に作成された。カーペンターと彼の仲間たちにより、当初10年間は数千だった会話数だが、97年のウェブ導入により6500万を超えた。
他のおしゃべりボットとは異なり、クレバーボットの返答はプログラムされておらず、むしろ過去の会話の中で人間により入力された語句から選択される。
クレバーボットは、2011年9月3日にインド工科大学グワーハーティー校で開催されたテクノマネージメント祭Techniche 2011において人間とともに公式チューリングテストに参加した。投票された1334票のうち、クレバーボットは59.3パーセントの人間の知性を持っていると判定された。比較対象の人間への判定は63.3パーセントだった。多くの場合、50パーセント以上と判定されるとチューリングテストに合格したと考えられている。